# Ulvenatten
Ulvenatten (en noruec, La nit del llop) és una pel·lícula d'acció i drama noruega del 2008 dirigida per Kjell Sundvall. Es basa en la novel·la homònima de Tom Egeland del 2005. La pel·lícula es va estrenar a Noruega el 29 de febrer de 2008. La pel·lícula va ser vista per 61.672 espectadors als cinemes noruecs.

## Argument
Durant l'emissió en directe d'un programa de debat al canal de televisió "Kanal ABC", el plató és invadit per un grup de txetxens armats. Prenen com a ostatges la presentadora Kristin Bye i diversos convidats més a l'estudi. Els terroristes demanen que tota la situació es mostri a la televisió en directe d'arreu del món, i també presenten una sèrie d'altres demandes.Darrere de la càmera de televisió, els negociadors de la policia han d'intentar trobar una solució i rescatar amb vida tants ostatges com sigui possible de l'estudi. Aquesta serà una lluita contra el rellotge.

## Repartiment
- Anneke von der Lippe com a Kristin Bye, la presentadora del programa
- Dejan Čukić com a Ramzan, un terrorista
- Christian Skolmen com a Thomas Fjell, el negociador dels ostatges
- Ingar Helge Gimle com Aksel Schjeldrup, el director operacional
- Jørgen Langhelle com a Bjørn Lehman, líder de la unitat policial antiterrorista
- Stig Henrik Hoff com a Vidar Bø, un membre de la policia Delta
- Sigrid Huun com a Silje Gran
- Ramadan Huseini com a Ulven (el llop), un terrorista
- Lars Arentz-Hansen com a líder, un Delta intendent
- Ramil Aliyev com a estudiant txetxè